# Dharmapala (emperador)
Dharmapala (Escritura Siddhamātṛikā:, Dha-rmma-pa-la; en bengalí: ধর্মপাল) fue el segundo gobernante del Imperio Pala de las regiones de Bengala y Bihar en el subcontinente indio, gobernando entre los años 770 y 810. Era hijo de Gopala I, el fundador de la dinastía Pala, el cual sucedió tras su muerte. Extendió considerablemente las fronteras del imperio e hizo de los Palas una potencia dominante en el norte y el este de la India.
Dharmapala gobernó directamente sobre lo que actualmente serían las regiones de Bengala y Bihar, e instaló un candidato en Kannauj . Las crónicas de los Pala también afirman que otros varios gobernantes del norte de la India reconocieron su soberanía, pero parece indicar que estas afirmaciones son exageradas. Dharmapala fue derrotado dos veces por Gurjara-Pratiharas, pero en cada ocasión los Rashtrakutas derrotaron posteriormente a los Pratiharas, dejando a los Palas como el poder dominante en el norte de la India. Dharmapala fue sucedido por su hijo Devapala, quien expandió aún más el imperio.

## Reinado
Basado en las diferentes interpretaciones de los diversos epígrafes y registros históricos, los diferentes historiadores estiman el reinado de Dharmapala de la siguiente manera:
| Historiador           | Estimación del reinado |
| --------------------- | ---------------------- |
| RC Majumdar (1971)    | 770-810                |
| AM Chowdhury (1967)   | 781-821                |
| BP Sinha (1977)       | 783-820                |
| DC Sircar (1975-1976) | 775-812                |

## Expansión del imperio
Dharamapala gobernó directamente sobre las actuales regiones de Bengala y Bihar. Dado que se desconoce la extensión del reino de Gopala, no se sabe si Dharmapala heredó estos territorios o los adquirió mediante conquistas.
Incluso llegó a dominar otras áreas al norte de la India, pero los detalles exactos de sus victorias se desconocen. Se sabe que derrotó a Indraraja (o Indrayudha), el gobernante de Kanauj, que era vasallo de los Pratiharas. Luego entregó el trono a su propio candidato Charkayudha y celebró una corte imperial en Kannauj. Según la placa de cobre de Khalimpur emitida por Dharmapala, a esta corte asistieron los gobernantes de Bhoja (posiblemente Vidarbha), Matsya (Jaipur y el noreste de Rajasthan), Madra (este de Punjab), Kuru (región de Haryana,  Delhi y Uttar Pradesh Occidental), Yadu (posiblemente Mathura, Dwarka o Siṁhapura en el Punjab (Templos de Katas Raj )), Yavana, Avanti, Gandhara y Kira (Valle de Kangra). Estos reyes aceptaron la instalación de Chakrayudha en el trono de Kannauj, mientras 'se inclinaban respetuosamente con sus diademas temblando'. Algunos historiadores han especulado que todos estos reinos podrían haber sido los estados vasallos del imperio Pala. Aunque los gobernantes de estas regiones pueden haber rendido homenaje a Dharmapala, mantuvieron su autonomía.
La disputa de Kannauj resultó en una lucha entre Dharmapala y el rey Pratihara Vatsaraja. Vatsaraja derrotó a Dharmapala en una batalla librada cerca de Prayag. Poco después de esto, el propio Vatsaraja fue derrotado por el rey Rashtrakuta Dhruva del sur de la India. Después de la derrota de Vatsaraja, Dharmapala recuperó el control de Kannauj, pero fue derrotado por Dhruva. Sin embargo, poco después de esto, Dhruva regresó a su reino del sur y, por lo tanto, Dharmapala no perdió mucho en esta rápida cadena de eventos. Estos eventos habían dejado a los Pratiharas gravemente mutilados, lo que indirectamente ayudó a Dharmapala. Después de la muerte de Dhruva, en  el 793 EC, los Rashtrakutas se vieron debilitados por una guerra de sucesión. Aprovechando esta situación, Dharmapala recuperó Kannauj y colocó a su vasallo Chakrayudha en el trono. Se convirtió en el gobernante más poderoso del norte de la India y se declaró a sí mismo como Uttarapathaswāmīn, Swāmī'('Señor' o 'Amo') del Uttarapatha (Norte de la India).
Según la placa de cobre Monghyr (Munger), Dharmapala ofreció oraciones en Kedar (posiblemente Kedarnath) y Gokarna (identificado de diversas formas con Gokarna en Nepal, Gokarna en Karnataka o un lugar en Orissa). Esto indica que su posición como soberano fue aceptada por la mayoría de los gobernantes, aunque este fue un arreglo flexible a diferencia del imperio de los Mauryas o los Guptas. Los otros gobernantes reconocieron la supremacía militar y política de Dharmapala, pero mantuvieron sus propios territorios. Una tradición también afirma que Nepal fue un estado vasallo del Imperio Pala durante su reinado.
Algún tiempo después, Dharmapala enfrentó otro ataque de los Pratiharas. El hijo de Vatsaraja, Nagabhata II, conquistó Kannauj, convirtiendo a Chakrayudha en su vasallo. Esto llevó a Dharmapala y Nagabhata II a un conflicto militar cerca de Munger. Dharmapala sufrió una derrota, pero, en una repetición de la historia, los Rashtrakutas invadieron el reino de Pratihara. Nagabhata II fue derrotado por el rey Rashtrakuta y el hijo de Dhruva, Govinda III. Govinda III luego se dirigió a Kannauj y sometió tanto a Chakrayudha como a Dharmapala. Como su padre, Govinda III luego regresó a su reino en el sur. Una vez más, Dharmapala restableció su autoridad en el norte de la India. Dharamapala siguió siendo el gobernante dominante en el norte de la India hasta el final de su vida.
Dharmapala gobernó durante unos 40 años y fue sucedido por su hijo Devapala .

## Financiamiento al budismo

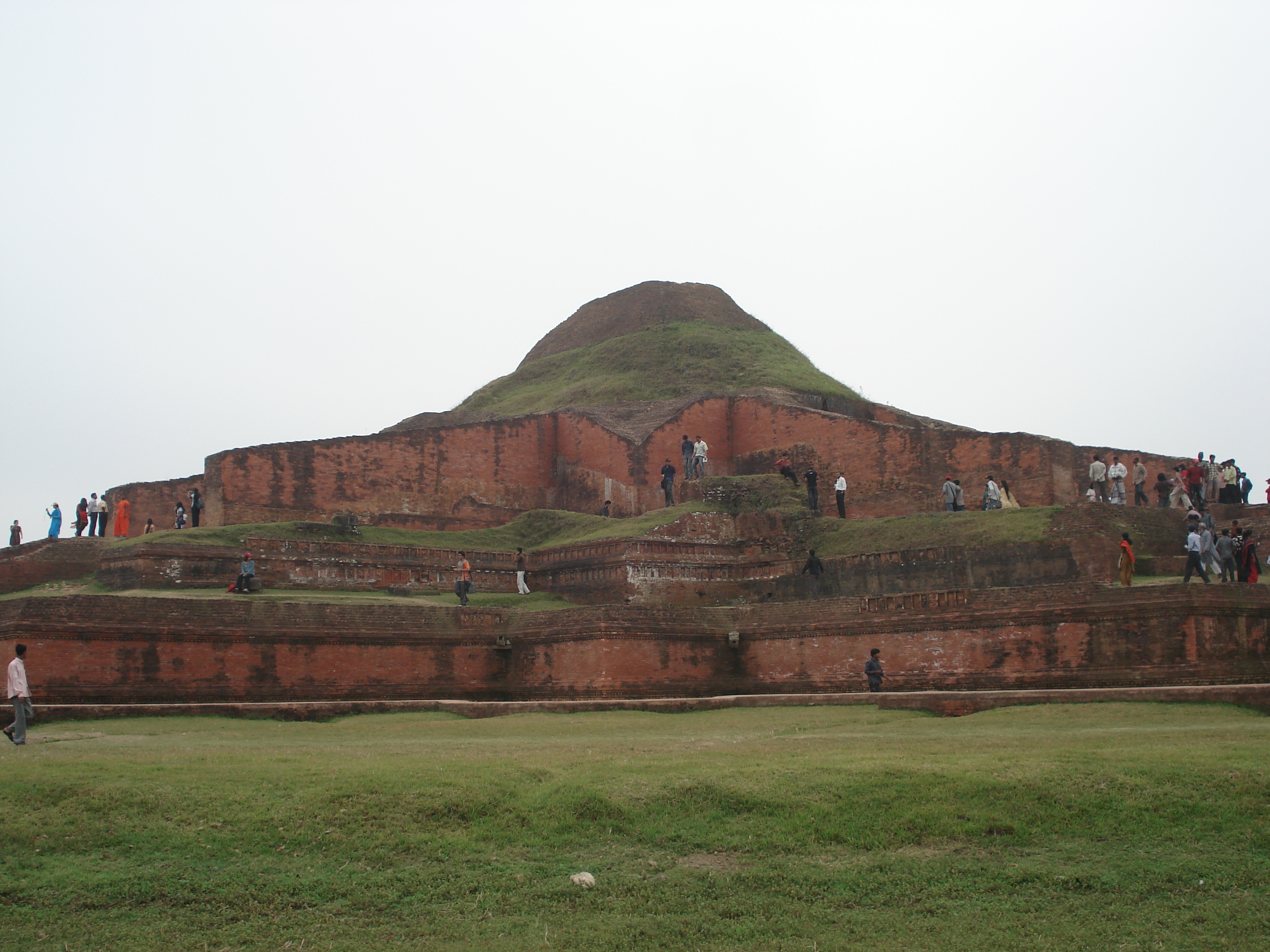
Somapura Mahavihara es el vihara budista más grande del subcontinente indio construido por Dharmapala en el distrito de Naogaon, Bangladés; se convirtió en Patrimonio de la Humanidad en 1985.

Dharmapala fue un gran mecenas del budismo. Otorgó 200 aldeas a la universidad de Nalanda y la revivió. Fundó el monasterio de Vikramashila, que más tarde se convirtió en un gran centro de aprendizaje del budismo. Vikramashila tenía alrededor de 100 profesores y estaba dirigida por un órgano de gobierno de seis miembros. El nombre más célebre asociado con la Universidad Vikramshila fue el del erudito budista Atiśa, quien fue muy respetado en el Tíbet. Uno de sus rectores, Ratnakirshanti, un lógico, fue invitado a Ceilán. Durante el reinado de Dharmapala, Buddhagupta fue rector de la universidad. Se le recuerda con un santuario en el sitio arqueológico budista Serebang Perai del Norte en el estado de Kedah en Malasia. Dharmapala construyó el gran Somapura Mahavihara en Paharpur, distrito de Naogaon, Bangladés. Taranath también le atribuye el establecimiento de 50 instituciones religiosas y el patrocinio del autor budista Haribhadra. Buton Rinchen Drub atribuye a Dharmapala la construcción del monasterio en Uddandapura (Odantapuri), aunque otros relatos tibetanos, como el de Taranatha, afirman que fue construido mágicamente y luego confiado a Devapala. : 45 

## Epígrafes
Los epígrafes del reinado de Dharmapala incluyen:

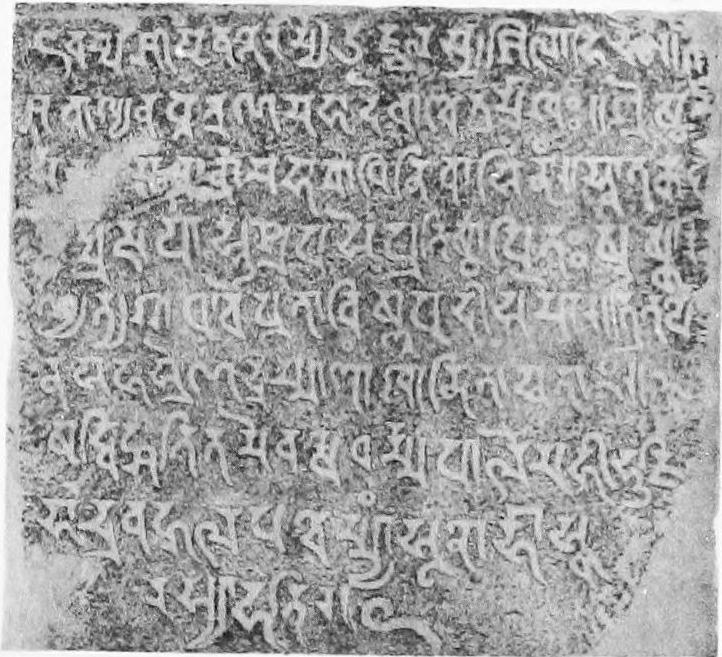
Keśava Praśasti

Inscripción de piedra de Bodhgaya (Kesava Prasasti)
Fechada en el año 26 de su reinado, esta inscripción es obra de Kesava, que era hijo del escultor Ujjala. Registra el establecimiento de una imagen de Chaturmukha (cuatro caras) Mahadeva y la excavación de un lago a un costo de 3000 drammas (monedas) en Mahabodhi .

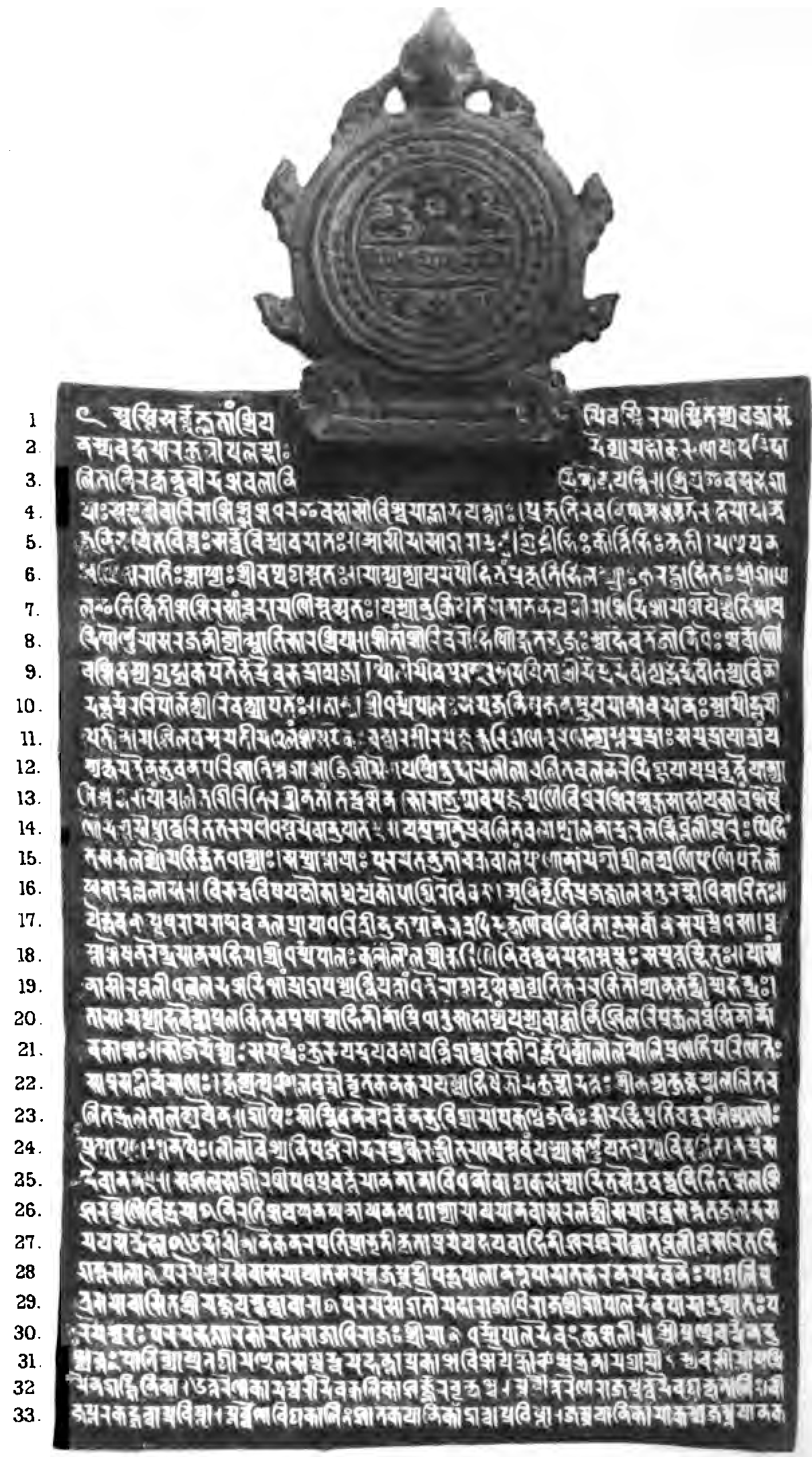
Placa de cobre de Khalimpur
Con fecha del año 32 del reinado, esta placa de cobre está inscrita por Tatata, que era hijo de Subhata y nieto de Bhojata. Registra la derrota de Indrayudha por parte de Dharmapala y la instalación de su afluente Chakrayudha en Kannauj. Afirma que los reyes de Bhoja, Matsya, Madra, Kuru, Yadu, Yavana, Avanti, Gandhara y Kira (posiblemente Kangra) asistieron a la asamblea imperial y la aprobaron. Afirma además que Dharmapala otorgó cuatro aldeas a un señor feudal llamado Naryanavarman para la construcción y el mantenimiento de un templo dedicado al Señor Nanna-Narayana, con los límites de las aldeas donadas, incluido un santuario construido para la diosa Kadamvari. El dyutaka o emisario de esta placa es Yuvaraja (Príncipe Heredero) Tribhuvanpala.
Placa de cobre de Nalanda
Esta placa está parcialmente dañada debido a la quema. El nombre del donante no está claro, pero el nombre de su padre es Dharmadatta. Registra el regalo de un pueblo Uttarama, situado en Gaya visaya (distrito) de Nagar bhukti (división).
Inscripción de piedra de Nalanda
Esta inscripción es obra de los artesanos Kese, Savvo, Vokkaka y Viggata. Está inscrito en una escultura de estupa con tallas que representan figuras de Buda sentadas. Registra a Vairochana como la persona que encargó este acto, describiéndolo como un hombre brillante y valiente que vivió durante el gobierno de Dharmapala.
Inscripción de imagen de Valgudar
Registra la dedicación de una imagen del dios Madhusrenika por Ajhuka, la esposa de Sato, en la ciudad de Krimila.
Sellos de Paharpur
Estos dos sellos fueron descubiertos en el Somapura Mahavihara . Ambos representan un chakra dharma flanqueado por antílopes y afirman que fueron emitidos por los monjes pertenecientes a un vihara en Somapura, por orden por Dharmapala.

## Otras lecturas
- Pankaj Tandon: "Una moneda de oro del rey Pala Dharmapala", Crónica numismática, No. 166, 2006, págs. 327–333.
- Historia y cultura de los pueblos indios, The Age of Imperial Kanauj, pág. 44, Dr. Majumdar, Dr. Pusalkar